# Faktorie

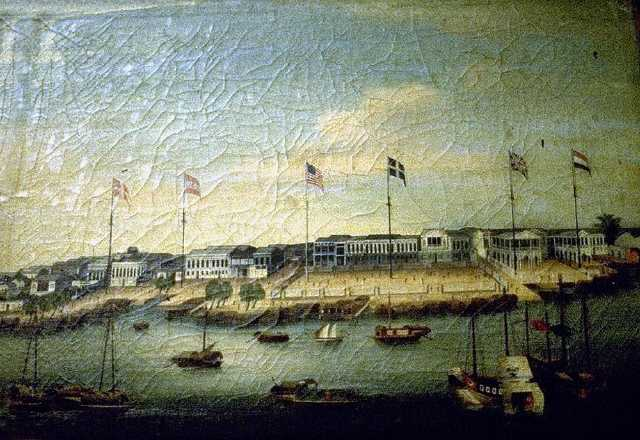
Faktorie (obchodní osada) v čínském městě Kanton (Kuang-čou, Guǎngzhōu). Neznámý autor, okolo roku 1780.

Faktorie či obchodní osada je pobočka obchodní společnosti v cizí zemi, mnohdy opevněná obchodní osada. V minulosti vznikaly z faktorií postupem času větší kolonie.
Nejstarší faktorie vznikaly v 15. a 16. století například v Maroku, poté i v Indii a Číně. Zakládali je tam nejčastěji Portugalci, Holanďané a Angličané.